# Gasthuismolenbrug
De Gasthuismolenbrug  is een spoorbrug over de rivier de Vecht in de Nederlandse stad Utrecht. Voordien bevonden zich hier meerdere opvolgende bruggen over de Vecht ten behoeve van het spoor. In het kader van het plan-Van Marle, een groot project waarin tal van ingrepen plaatsvonden aan het spoor in en om de stad Utrecht, is de laaggelegen spoorbrug in 1941 buiten gebruik gesteld met de gereedkoming van het verhoogde spoortraject. De uiteindelijke voltooiing van dit spoorwerk inclusief de onderdoorgangen voor de kaden vond in 1952 plaats.  Sinds de verbreding van het spoor omstreeks 1991 telt de brug vier sporen en een losse brug voor voetgangers. 